# Maxwell (jednotka)

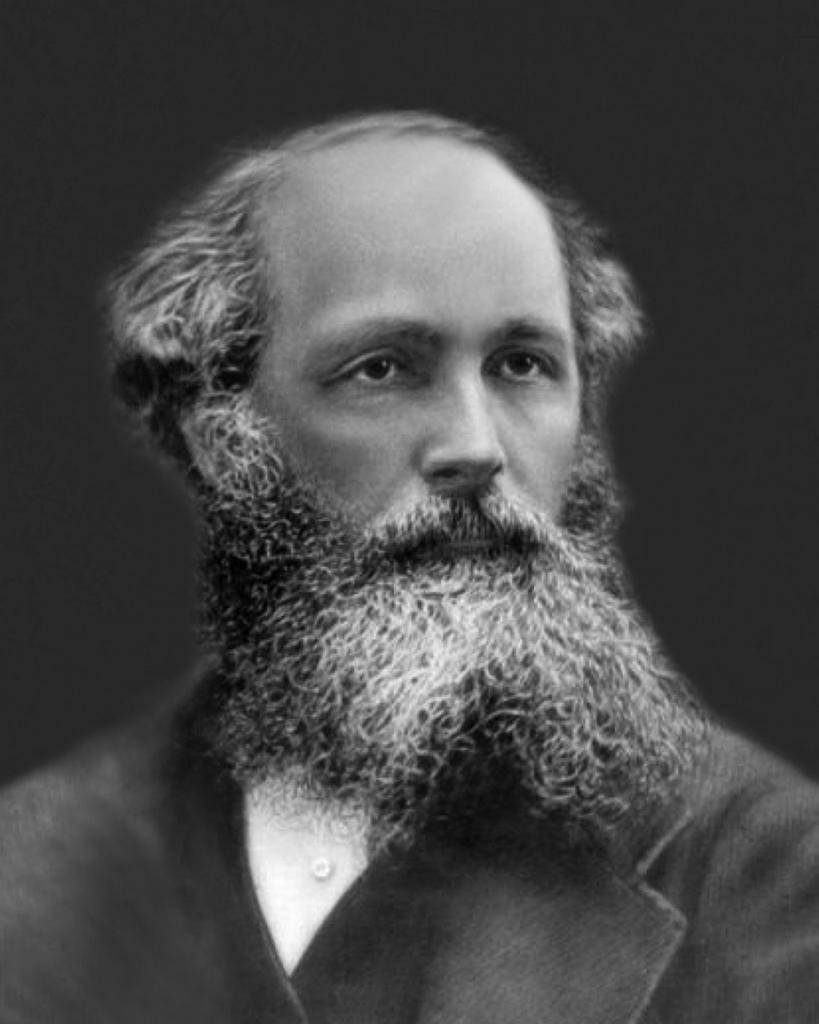
James Clerk Maxwell

Maxwell je jednotka magnetického toku v soustavě CGS se značkou Mx.

## Historie
Jednotka je pojmenovaná po britském fyzikovi Jamesi Maxwellovi, který představil jednotnou teorii elektromagnetismu. Jednotka byla navržena v roce 1900 v Paříži na Mezinárodním elektrotechnickém kongresu.

## Definice
Maxwell není jednotka soustavy SI.
1 Mx = 1 G⋅cm2
To znamená, že jeden Maxwell je celkový tok přes povrch o velikosti jednoho centimetru čtverečního kolmý k magnetickému poli o síle jednoho gauss.
Weber je příbuzná jednotka magnetického toku v soustavě SI, která byla definována v roce 1946.
1 Mx = 10−8 Wb